# Hemiceras ruizi
Hemiceras ruizi är en fjärilsart som beskrevs av Paul Dognin 1889. Hemiceras ruizi ingår i släktet Hemiceras och familjen tandspinnare. Inga underarter finns listade i Catalogue of Life.